# Национална библиотека Катара
Национална библиотека Катара је непрофитна организација под окриљем Катарске фондације. Планове за нову националну библиотеку објавила је шеика Моза бинт Насер, председница Катарске фондације, 19. новембра 2012. године, током церемоније поводом 50. годишњице Дар ел Кутуб ел Катарије, у Дохи, Катар, једне од првих јавних библиотека у региону Персијског залива (основане 29. децембра 1962. године), која је до тада сматрана националном библиотеком Катара.
Национална библиотека Катара има за циљ да служи трострукој функцији: као национална библиотека, универзитетска библиотека истраживачког нивоа и централна градска јавна библиотека опремљена за дигитално доба. У свом својству националне библиотеке, како је дефинисано од стране Унеска, она прикупља и пружа приступ глобалном знању, укључујући садржаје и материјале о наслеђу релевантне за Катар и регион; као универзитетска и истраживачка библиотека, подржава образовање и истраживање на свим нивоима, и као модерна централна јавна библиотека, пружа библиотечке услуге и ресурсе како би задовољила читалачка интересовања и неговала информациону писменост шире јавности. Поред тога, отварањем нове зграде, она служи и као место за окупљање заједнице. Зграду је пројектовао холандски архитекта Рем Колхас из Канцеларије за метрополитанску архитектуру и отворена је у априлу 2018. године, уз одржавање догађаја, семинара и изложби.
Клаудија Лукс, немачка научница и библиотекарка, именована је од стране Катарске фондације за директорку библиотечког пројекта у априлу 2012. године и у почетку је надгледала покретање Националне библиотеке Катара као дигиталне библиотеке. У међувремену, почела је изградња нове зграде за библиотеку у Образовном граду, округу у Дохи који је развила Катарска фондација као центар високог образовања, а сада укључује филијале шест америчких универзитета, као и друге образовне и истраживачке институције.
У октобру 2016. године, др Сохаир Вастави је именована за извршну директорку Националне библиотеке Катара, у који је донела 30 година искуства у управљању библиотекама.
Године 2020, Национална библиотека Катара се придружила Глобалној коалицији за одрживост за услуге отворених наука. Током пандемије ковида 19, Национална библиотека Катара је био затворен за јавност, али је поново отворен у јулу 2020. године. У 2022. години, у библиотеци је позајмљено 296.456 књига, што је 113.313 више него у 2021. години. Апликација која омогућава посетиоцима приступ различитим ресурсима библиотеке представљена је 2023. године.

## Библиотечке збирке и услуге
Сваки држављанин Катара или носилац дозволе боравка има право на бесплатну регистрацију у библиотеци. Веб-сајт Националне библиотеке Катара нуди регистрованим корисницима библиотеке бесплатан онлајн приступ разноврсној колекцији онлајн ресурса, укључујући међународне научне базе података и водеће академске часописе, као и популарну литературу, часописе, дечје ресурсе и музику.
Библиотека нуди широк избор књига и електронских књига, на енглеском, арапском и другим језицима, укључујући белетристику и публицистику, бестселере и класике, као и часописе и дневнике, ДВД-ове, ЦД-ове и аудио књиге. У 2018. години, библиотечка колекција се састојала од више од 800.000 књига на полицама и више од 500.000 е-књига, периодичних публикација и новина, као и посебних колекција. У складу са мисијом Националне библиотеке Катара да помогне у припреми становника Катара за учешће у глобалној економији знања, планиран је широк спектар образовних и наставних програма и услуга који се фокусирају на информациону писменост, рану писменост, истраживачке вештине и коришћење дигиталних ресурса. Образовни програми библиотеке обухватају клубове књига, часове учења језика, музичке догађаје и радионице заната, као и догађаје за децу и њихове породице, као што су приповедање, занати и научне изложбе.

## Библиотека наслеђа
Поред фондова од општег интереса (Главна колекција) и академских онлајн ресурса, Национална библиотека Катара садржи и колекције Библиотеке наслеђа, које укључују ретке књиге, рукописе и друге материјале везане за арапско-исламску цивилизацију. Раније позната као Библиотека арапског и исламског наслеђа, ову колекцију је започео шеик Хасан бин Мохамед бин Али ал Тани 1979. године, и интегрисана је у Националну библиотеку Катара 2012. године.
Библиотека наслеђа пружа широк спектар историјских извора о Катару и региону, укључујући списе путника и истраживача који су током векова посећивали регион Персијског залива, арапске рукописе, историјске мапе и глобусе, као и научне инструменте и ране фотографије. Такође садржи приближно 2.400 драгоцених рукописа, међу којима су „Мусхафи“ (Свети Куран) и арапска књижевност, са примарним фокусом на науке као што су географија, астрономија и математика. Збирка такође садржи штампане материјале из времена када је штампарство први пут уведено у Европи 15. века, укључујући латинске преводе дела из периода од 15. до 17. века, као што је чувени Авиценин Канон медицине.
Мапе и рукописи Збирке наслеђа су дигитализовани и доступни су регистрованим корисницима путем онлајн каталога библиотеке. Делови колекције од посебног међународног значаја такође су слободно доступни корисницима широм света путем Светске дигиталне библиотеке, коју Национална библиотека Катара финансијски подржава.
У августу 2015. године, Национална библиотека Катара је именован за Центар за очување и конзервацију региона MENA од стране Међународне федерације библиотечких удружења и институција. У време именовања постојало је још 13 глобалних Центара за очување и конзервацију.

## Катарска дигитална библиотека
Катарска дигитална библиотека је кулминација партнерства између Катарске фондације, Националне библиотеке Катара и Британске библиотеке 2012. године. Партнерство има за циљ дигитализацију богатог фонда историјског материјала који документује арапску и исламску историју и његово слободно доступно јавности путем Катарске дигиталне библиотеке, која је покренута онлајн у октобру 2014. године. Дигитална библиотека, са двојезичним интерфејсом на енглеском и арапском језику, обухвата 1,5 милиона страница предмета које поседује Британска библиотека, а који се односе на историју региона Персијског залива. То укључује документе који датирају од средине 18. века до 1950-их из евиденције и приватних списа Индијске канцеларије (укључујући архиве Источноиндијске компаније и њених наследних институција), а 25.000 страница су средњовековни арапски научни рукописи. Фаза 3 пројекта има за циљ дигитализацију додатних 900.000 страница и почела је у јануару 2019. године.

## Нова зграда библиотеке
Нова зграда Националне библиотеке Катара, коју је пројектовао холандски архитекта Рем Колхас, завршена је и отворена за јавност на свечаном отварању у новембру 2017. године. Најсавременији библиотечки објекти обухватају разноврсне просторе за сарадњу и индивидуално учење, дечју библиотеку, колекцију за тинејџере и младе одрасле, рачунарске лабораторије, просторе за дигиталну медијску продукцију, просторе за извођење, ресторан и кафић, простор за асистивну технологију и центар за писање.
Дана 16. априла 2018. године, Национална библиотека Катара је одржала своју званичну церемонију инаугурације. Састојала се од велике церемоније на којој је  Емир Шеик Тамим бин Хамад ел Тани поставио милиониту књигу на полице Националне библиотеке Катара. Збирка библиотеке од милион књига обухвата 137.000 дечјих књига и 35.000 књига за тинејџере.
Библиотека је расписала конкурс на којем су чланови Катарске фондације могли да именују будући кафић. Три одвојена победника су изабрала победничко име „Сафахат“, што на арапском значи странице. Кафић је отворен и почео да служи јавности крајем септембра 2018. године. Чланство у библиотеци је бесплатно за све који поседују катарску личну карту.

## Догађаји и изложбе
Библиотека нуди разне изложбе које се одржавају на различитим местима у згради.
Катарски филхармонијски оркестар наступа месечно, а наступи су бесплатни за јавност. Више од 80 других бесплатних догађаја се одржава у библиотеци сваког месеца, укључујући и активност групе за плетење, где жене долазе сваког четвртка и седе четири сата.
У априлу 2018. године, Национална библиотека Катара је отворила изложбу „Арапске и немачке приче – превазилажење култура“, која је била део Године културе Катара и Немачке. Национална библиотека Катара је била домаћин разних догађаја везаних за Годину културе Катара и Индонезије 2023. године, укључујући и писмени изазов под називом „Новембарски роман“, у којем су писци охрабрени да напишу 50.000 речи у року од месец дана.
У јануару 2024. године, Национална библиотека Катара је била домаћин првог форума „Настава и учење катарске историје“. Квинслендска национална лига је такође била домаћин низа догађаја у фебруару 2024. године у вези са Катарским националним спортским даном.